# Shamsabad (Abarkuh)
Shamsabad (em persa: شمس اباد, também romanizada como Shamsābād) é uma aldeia do distrito rural de Tirjerd, no condado de Abarkuh, na província de Yazd, Irã.
Segundo o censo de 2006, sua população era de 740 habitantes, em 191 famílias.